# Železniška postaja Bohinjska Bistrica
Železniška postaja Bohinjska Bistrica je ena izmed železniških postaj v Sloveniji, ki oskrbuje bližnje naselje Bohinjska Bistrica.